# 陳洪烈
陳洪烈（1559年—？），字元勛，號復泉，河南汝寧府光州光山縣人，軍籍，明朝政治人物。

## 生平
萬曆十年（1582年）壬午科河南鄉試第十二名舉人，十一年（1583年）中式癸未科會試第二百八十二名，未殿試，十四年（1586年）丙戌科三甲第一百十四名進士。禮部觀政，本年八月授湖廣長陽縣知縣，十五年（1587年）十一月調繁本省崇陽縣知縣，十九年七月行取，十一月擢升南京工科給事中，二十一年告病。二十三年（1595年）四月以事謫邊方雜職，贬馬邑典史。

## 家族
曾祖陳仲輔；祖父陳邦諮；父陳一敬，儒官。母劉氏。具慶下。兄陳洪美，弟陳洪典。